# Marichi
Prema hinduističkoj mitologiji, Rishi Marichi (ṛṣi Marīci, ऋषि मरीचि; Mareechi) bio je drevni indijski mudrac. Opisan je kao sin velikog boga Brahme, a rođen je iz Brahminog uma. Marichi je bio jedan od sedam najvećih mudraca drevne Indije te je spomenut u mnogim hinduističkim tekstovima.
Marichijeve su žene bile Kala i Dharmavrata. Kala mu je rodila sina Kashyapu, koji je također bio mudrac, dok je Dharmavratu Marichi prokleo – premda za to nije imao razloga – na što se ona zapalila, tako dokazavši nevinost. Bog Višnu bio je zadivljen njezinom hrabrošću. Marichi je bio djed božanskih bića, deva i asura.

## Džainizam
U džainizmu, Marichi je opisan kao sin Bharate Chakravartina. Marichi je postao redovnik, no kako nije mogao slijediti stroga pravila, osnovao je vlastitu religiju.